# Kirby Tilt 'n' Tumble
Kirby Tilt  'n' Tumble est un jeu vidéo de plates-formes et de flipper sorti en 2000 sur Game Boy Color.

## Synopsis
Kirby se réveille d'une petite sieste sur un nuage alors qu'un Waddle Dee court à proximité, suivi de près par le roi Dadidou. Kirby décide de descendre de son nuage pour enquêter à Dream Land. Il remarque ensuite que toutes les étoiles dans le ciel ont disparu. Kirby conclu que le roi Dadidou les a toutes volées et part à l'aventure dans le but de les récupérer.

## Développement
Le développement de Kirby Tilt  'n' Tumble commence en avril 1999. Le jeu devait initialement s'appeler Koro Monkey et mettre en scène un singe comme personnage principal. Les développeurs ont ensuite envisagé de remplacer ce personnage par un chien viverrin avant de finalement opter pour Kirby après une discussion avec Shigeru Miyamoto, le créateur de ce dernier, en juin 1999,.
Kirby Tilt  'n' Tumble sort sur Game Boy Color le 23 août 2000 au Japon et le 9 avril 2000 en Amérique du Nord. Il devient ensuite disponible à partir du 5 juin 2023 sur le service Nintendo Switch Online.

## Suite
Une suite se nommant Koro Koro Kirby Cube est annoncée en 2001 lors du Nintendo Space World. Prévue pour sortir sur GameCube, cette suite aurait tiré avantage du câble Nintendo GameCube Game Boy Advance qui permet de relier la console à une Game Boy Advance, cette dernière ayant servi d'écran de jeu à certaines occasions et de manette de jeu,.